# NGC 5383
NGC 5383 (również PGC 49618 lub UGC 8875) – galaktyka spiralna z poprzeczką (SBb), znajdująca się w gwiazdozbiorze Psów Gończych. Odkrył ją William Herschel 9 kwietnia 1787 roku.
W galaktyce tej zaobserwowano supernową SN 2005cc.